# Bolewicko
Bolewicko – wieś w Polsce położona w województwie wielkopolskim, w powiecie nowotomyskim, w gminie Miedzichowo.
W latach 1975–1998 miejscowość administracyjnie należała do województwa gorzowskiego.
Osada wzdłuż drogi krajowej nr 92, położona 8 km na wschód od Miedzichowa.
Powstała jako wieś olęderska w XVIII wieku. Znajduje się tu wiele zabytkowych budynków drewnianych.
W okresie Wielkiego Księstwa Poznańskiego (1815-1848) miejscowość wzmiankowana jako Bolewice Olendry należała do wsi większych w ówczesnym powiecie bukowskim, który dzielił się na cztery okręgi (bukowski, grodziski, lutomyślski oraz lwowkowski). Bolewice Olendry należały do okręgu lwowkowskiego i stanowiły część majątku Lwówek Zamek (niem. Neustadt), którego właścicielem był wówczas (1837) Antoni Łącki. W skład rozległego majątku Lwówek Zamek wchodziło łącznie 36 wsi. Według spisu urzędowego z 1837 roku Bolewice Olendry liczyły 190 mieszkańców i 24 dymy (domostwa).